# Lukas Mandl
Lukas Mandl (ur. 12 lipca 1979 w Wiedniu) – austriacki polityk i działacz samorządowy, poseł do Parlamentu Europejskiego VIII, IX i X kadencji.

## Życiorys
Absolwent Handelsakademie Wien, studiował następnie handel na Uniwersytecie Ekonomicznym w Wiedniu i komunikację na Uniwersytecie Wiedeńskim. Zaangażował się w działalność polityczną w ramach Austriackiej Partii Ludowej. W latach 1998–1999 pełnił funkcję przewodniczącego partyjnej organizacji studenckiej Schülerunion. W 2003 był przewodniczącym BJV, austriackiego przedstawicielstwa młodzieży. Pracował w branży konsultingowej, strukturach partyjnych ÖVP i jako nauczyciel akademicki.
Od 2008 był wybierany do landtagu Dolnej Austrii. W 2010 wszedł w skład samorządu miejscowości Gerasdorf bei Wien, w 2015 objął stanowisko wiceburmistrza. W latach 2010–2012 był sekretarzem generalnym ÖAAB, organizacji pracowniczej afiliowanej przy Austriackiej Partii Ludowej.
W wyborach w 2014 bez powodzenia kandydował do Europarlamentu. Mandat eurodeputowanego VIII kadencji objął w listopadzie 2017 w miejsce Elisabeth Köstinger. W PE dołączył do frakcji Europejskiej Partii Ludowej. Był wybierany na kolejne kadencje Europarlamentu w 2019 i 2024.

## Odznaczenia
W 2024 otrzymał Wielką Złotą Odznakę Honorową za Zasługi dla Republiki Austrii.